# Tonight Looks Good on You
«Tonight Looks Good on You» (с англ. — «Сегодняшний вечер тебе к лицу») — песня американского кантри-певца Джейсона Олдина, вышедшая 23 марта 2015 года в качестве третьего сингла из шестого студийного альбома Олдина Old Boots, New Dirt (2014). Песню написали Даллас Дэвидсон, Ретт Экинс и Эшли Горли. Сингл достиг первого места в кантри-чарте Country Airplay.

## Отзывы
Рецензия в журнале Taste of Country была положительной: «Есть что-то опасное в новом сингле Джейсона Олдина „Tonight Looks Good on You“ и во многих песнях о любви, которые можно найти в альбоме Old Boots, New Dirt. История знакома, но его подача уникальна и искренна» и «Лирически песня отличается от его предыдущих песен о любви поздней ночью».

## Музыкальное видео
Музыкальное видео было снято режиссёром Мейсоном Диксоном, а премьера состоялась в мае 2015 года. В нём Олдин исполняет песню в одиночку на задней площадке склада ночью, а также в отдельной сцене в окружении множества стробоскопических ламп. Между ними — сюжет о мужчине, который работает сверхурочно на фабрике и отчаянно хочет вернуться домой к жене. После того как начальник отругал его за невнимание к работе, он замечает другого рабочего (его играет Олдин), который только что освободился. Обсудив проблему, Олдин соглашается закончить работу за него, чтобы он смог вернуться домой. Тем временем его жена, которая готовится к свиданию с ним, сидит дома и отчаянно ждёт его возвращения. Собрав вещи, он наконец возвращается домой на пикапе, и она прыгает в его объятия; затем они наслаждаются свиданием. Вернувшись на фабрику, босс видит, что Олдин заканчивает работу, которую должен был закончить главный герой. Шокированный, босс уходит, не сказав ни слова, оставляя Олдина заканчивать работу.

## Чарты
По состоянию на сентябрь 2015 года сингл был продан в США в количестве 529 000 копий.

| Чарт (2015)                         | Высшая позиция |
| ----------------------------------- | -------------- |
| Канада (Billboard Canadian Hot 100) | 32             |
| Канада (Billboard Country)          | 1              |
| США (Billboard Hot 100)             | 46             |
| США (Billboard Country Airplay)     | 1              |
| США (Billboard Hot Country Songs)   | 6              |

| Чарт (2015)                      | Позиция |
| -------------------------------- | ------- |
| US Country Airplay (Billboard)   | 17      |
| US Hot Country Songs (Billboard) | 24      |